# ドム (民族)
中東、北アフリカ、コーカサス、中央アジア、インドのドム（Dom、アラビア語: دومي / ALA-LC: Dūmī , دومري / Dūmrī ; アラビア語エジプト方言: هناجره Hanagra 、ドマやドミとも呼ばれる）は、インド・アーリア系民族である。

## 文化
ドムは昔からの言い伝えを持ち、彼らの文化および歴史を音楽、詩、踊りによって表現する。当初、ドムはロマから分岐した集団であると考えられていたが、ドマリ語の近年の研究は彼らがインド亜大陸からより早くに（おそらく6世紀頃）出発したことを示唆している。
世界的に使われているジプシーの自称は「Rrom」であったが、これはロマ語で「人間」を意味する。ロマやドム、ロムなどの単語は、6世紀に分かれたロマ人を表現するために使われていた。複数の部族が西ヨーロッパに移動してロマと呼ばれたが、ペルシャやトルコに残った者たちはドムと呼ばれた。
さまざまなドムの亜集団の中で、ガワジーが踊りや音楽によって最も著名である。ガワジーの踊り子はエジプトでのラクス・シャルキー様式の発展と結び付いており、これは最終的には西洋のベリーダンスに繋がっている。

## 分布
推定220万人の大半がトルコ、エジプト、イランに居住しており、アフガニスタンとイラクにもかなりの数がいる。少数がリビア、チュニジア、アルジェリア、モロッコ、ヨルダン、シリア、その他の中東諸国に居住している。
一部のドムは国勢調査から除外されたり、その他はドム以外に自分自身を分類したりしているため、実際の人口は不明である。今日、ドムは居住地域の多数派の主流言語を話すが、ドマリ語もより排他的なコミュニティーでは話され続けている。イラン人やアフガン人は、ドムのことをgurbatiあるいはkouli（どちらも「よそ者」の意）と呼ぶ。
イラン南東部のバルーチ地方で見られるドムの集団はロリである。ドムはパキスタンが実効支配するギルギット・バルティスタン州やチトラル、スワート、コヒスタン、ラダック地域にも少数が居住している。ギルギットでは、ドムは同じく音楽家、鍛冶屋であり、同様の単純労働を行うKameenやMonsと一体となっている。
ヨルダンにはドムの大きな集団が存在する。研究者らは、ドムが真のアイデンティティーを明らかにするとアラブ社会に受け入れられないため、「ドムは自らの民族としての独自性を隠すことによってアラブ民族主義に適応している」と主張している。